# 紀文鳳
紀文鳳，GBS，JP（1947年—），香港商界人物，曾入職香港廉政公署及擔任大學校務委員。

## 背景
紀文鳳祖籍廣東省潮州，在香港出生及長大，早年就讀東華三院李賜豪小學（1960年小六上午校）及聖馬可中學（1960年入讀，1965年中五，同屆同學計有股評人藺常念及前教育署署長湯啟康）；1970年香港大學文學院畢業。1970年代曾加入香港廉政公署工作。紀文鳳曾任新世界發展有限公司非執行董事﹑ 白馬戶外媒體有限公司獨立非執行董事及莎莎國際有限公司獨立非執行董事。紀文鳳創辦香港精英廣告公司及中國精信廣告公司，出任公司之合夥人兼主席╱行政總裁。
紀文鳳曾任香港明天更好基金之首任行政總裁及香港大學校務委員會委員。現為PMQ（元創方）管理有限公司董事局成員、周大福慈善基金理事﹑ 無止橋慈善基金創辦人及名譽會長、加拿大西安大略大學 (鄭裕彤工商管理學院) 亞洲顧問委員會成員、香港中文大學晨興書院院監會副主席、香港中文大學高級管理人員工商管理碩士課程諮詢委員會成員、協青社嘻哈學校榮譽顧問、垂誼樂社理事會副主席﹑ 香港建造學院管理委員會成員及香港天籟敦煌樂團發起人、理事會主席及榮譽團長。紀文鳳獲香港公開大學及香港大學授予榮譽大學院士榮銜。彼亦獲香港中文大學工商管理學院頒授Beta Gamma Sigma國際商界領袖榮譽及獲香港特別行政區政府頒授太平紳士﹑銀紫荊及金紫荊星章。並於2013年被委任為第十二屆全國政協委員以及第十屆﹑十一屆及十二屆雲南省政協委員。

## 爭議
2015年，紀文鳳反對陳文敏任香港大學副校長，認為陳文敏以外力促使校務委員會通過其任命，誠信有虧，不宜任副校長。陳文敏不認同其批評，認為屬誹謗。
事後紀文鳳亦替涉事學生、時任港大學生會外務副會長李峰琦撰寫求情信，並表示希望給予他們機會，讓他們貢獻社會。

## 廣告作品
- 1970-80年代：維他奶廣告標語「點止汽水咁簡單」 [15]